# Amram
Amram (también llamado Aaronn o Imran) era miembro de la tribu de Leví, hijo de Kohath, esposo de Iojebed y padre de Aarón, Miriam y Moisés. Es mencionado en el Libro del Éxodo y considerado por la tradición oral, luego plasmada en la Mishná, como uno de los cuatro tzadikim (hombres justos) perfectos que jamás cometieron un pecado.
Según el Talmud, se encargó de promulgar las leyes acerca del matrimonio y el divorcio entre los hebreos que residían en Egipto.
En el Corán hay una sura en el 3.er capítulo titulada Al Imran (La Familia de Aaron) con doscientos versos.  Según el islam,  Amram es el padre/antepasado de la  Virgen María.
- Datos: Q477527